# Mariska Kogelman
Mariska Kogelman (Deventer, 6 januari 1987) was een Nederlands voetballer die uitkwam voor sc Heerenveen en PEC Zwolle.

## Carrière
Mariska heeft gedurende haar voetbalcarrière voor SV Heeten, Be Quick '28, sc Heerenveen en PEC Zwolle gespeeld. In 2007 verruilde ze Be Quick '28 voor sc Heerenveen om te gaan spelen in de nieuwe Eredivisie voor vrouwen. Na twee seizoen ging ze terug naar Zwolle om te spelen voor FC Zwolle Na 6 seizoen bij PEC Zwolle te hebben gevoetbald werd in december 2015 bekend dat ze stopte met voetballen. Ze speelde 105 competitieduels en scoorde daarin 6 keer.

### Carrièrestatistieken
| Seizoen         | Club            | Land            | Competitie            | Competitie | Competitie | Beker | Beker | Internationaal | Internationaal | Overig | Overig | Totaal | Totaal |
| Seizoen         | Club            | Land            | Competitie            | Wed.       | Dlp.       | Wed.  | Dlp.  | Wed.           | Dlp.           | Wed.   | Dlp.   | Wed.   | Dlp.   |
| --------------- | --------------- | --------------- | --------------------- | ---------- | ---------- | ----- | ----- | -------------- | -------------- | ------ | ------ | ------ | ------ |
| 2007/08         | sc Heerenveen   | Nederland       | Eredivisie            | 20         | 0          | –     | 0     | –              | –              | –      | –      | 20     | 0      |
| 2009/10         | sc Heerenveen   | Nederland       | Eredivisie            | 9          | 0          | –     | 0     | –              | –              | –      | –      | 9      | 0      |
| 2010/11         | FC Zwolle       | Nederland       | Eredivisie            | 21         | 2          | 1*    | 3     | –              | –              | –      | –      | 22     | 5      |
| 2011/12         | FC Zwolle       | Nederland       | Eredivisie            | 18         | 1          | –*    | 0     | –              | –              | –      | –      | 18     | 1      |
| 2012/13         | PEC Zwolle      | Nederland       | BeNe League Orange    | 12         | 0          | 1     | 1     | –              | –              | –      | –      | 13     | 1      |
| 2012/13         | PEC Zwolle      | Nederland       | Women's BeNe League B | 6          | 3          | –*    | 0     | –              | –              | –      | –      | 6      | 3      |
| 2013/14         | PEC Zwolle      | Nederland       | Women's BeNe League   | 23         | 0          | 1     | 0     | –              | –              | –      | –      | 24     | 0      |
| 2014/15         | PEC Zwolle      | Nederland       | Women's BeNe League   | 23         | 0          | 1*    | 0     | –              | –              | –      | –      | 24     | 0      |
| 2015/16         | PEC Zwolle      | Nederland       | Eredivisie            | 0          | 0          | 0     | 0     | –              | –              | –      | –      | 0      | 0      |
| Carrière totaal | Carrière totaal | Carrière totaal | Carrière totaal       | 132        | 6          | 4*    | 4     | 0              | 0              | 0      | 0      | 136    | 10     |

## Interlandcarrière

### Nederland onder 19
Op 15 september 2004 debuteerde Kogelman voor het Nederland –19 in een vriendschappelijke wedstrijd tegen België –19 (1 – 0 winst).
| Interlands van Mariska Kogelman | Interlands van Mariska Kogelman | Interlands van Mariska Kogelman   | Interlands van Mariska Kogelman | Interlands van Mariska Kogelman | Interlands van Mariska Kogelman |
| №                               | Datum                           | Wedstrijd                         | Uitslag                         | Soort Wedstrijd                 | Doelpunten                      |
| Als speler bij Be Quick '28     | Als speler bij Be Quick '28     | Als speler bij Be Quick '28       | Als speler bij Be Quick '28     | Als speler bij Be Quick '28     | Als speler bij Be Quick '28     |
| ------------------------------- | ------------------------------- | --------------------------------- | ------------------------------- | ------------------------------- | ------------------------------- |
| 1.                              | 15 september 2004               | België – Nederland                | 0 – 1                           | Vriendschappelijk               | 0                               |
| 2.                              | 27 september 2004               | Nederland – Bosnië en Herzegovina | 3 – 0                           | Kwalificatie EK 2005 –19        | 0                               |
| 3.                              | 29 september 2004               | Slovenië – Nederland              | 0 – 7                           | Kwalificatie EK 2005 –19        | 1                               |
| 4.                              | 1 oktober 2004                  | Nederland – Oostenrijk            | 1 – 0                           | Kwalificatie EK 2005 –19        | 0                               |
| 5.                              | 13 april 2005                   | Frankrijk – Nederland             | 4 – 0                           | Vriendschappelijk               | 0                               |
| 6.                              | 1 oktober 2005                  | Servië – Nederland                | 0 – 2                           | Kwalificatie EK 2006 –19        | 0                               |
| 7.                              | 8 maart 2006                    | Nederland – België                | 1 – 0                           | Vriendschappelijk               | 0                               |
| 8.                              | 6 april 2006                    | Ierland – Nederland               | 1 – 1                           | Vriendschappelijk               | 0                               |
| 9.                              | 29 april 2006                   | Nederland – Italië                | 1 – 0                           | Kwalificatie EK 2006 –19        | 0                               |

### Nederland onder 17
Op 6 november 2003 debuteerde Kogelman voor het Nederland –17 in een vriendschappelijke wedstrijd tegen Schotland –17 (2 – 1 winst).
| Interlands van Mariska Kogelman | Interlands van Mariska Kogelman | Interlands van Mariska Kogelman | Interlands van Mariska Kogelman | Interlands van Mariska Kogelman | Interlands van Mariska Kogelman |
| №                               | Datum                           | Wedstrijd                       | Uitslag                         | Soort Wedstrijd                 | Doelpunten                      |
| Als speler bij Be Quick '28     | Als speler bij Be Quick '28     | Als speler bij Be Quick '28     | Als speler bij Be Quick '28     | Als speler bij Be Quick '28     | Als speler bij Be Quick '28     |
| ------------------------------- | ------------------------------- | ------------------------------- | ------------------------------- | ------------------------------- | ------------------------------- |
| 1.                              | 6 november 2003                 | Nederland – Schotland           | 2 – 1                           | Vriendschappelijk               | 0                               |
| 2.                              | 18 maart 2004                   | Nederland – België              | 1 – 1                           | Vriendschappelijk               | 0                               |
| 3.                              | 8 mei 2004                      | Nederland – Schotland           | 1 – 0                           | Vriendschappelijk               | 0                               |
| 4.                              | 11 mei 2004                     | Duitsland – Nederland           | 5 – 0                           | Vriendschappelijk               | 0                               |
| 5.                              | 13 mei 2004                     | Duitsland – Nederland           | 4 – 0                           | Vriendschappelijk               | 0                               |
| 6.                              | 28 juni 2004                    | Denemarken – Nederland          | 5 – 0                           | Vriendschappelijk               | 0                               |
| 7.                              | 30 juni 2004                    | Frankrijk – Nederland           | 1 – 0                           | Vriendschappelijk               | 0                               |
| 8.                              | 2 juli 2004                     | Finland – Nederland             | 0 – 2                           | Vriendschappelijk               | 0                               |
| 9.                              | 4 juli 2004                     | Noorwegen – Nederland           | 0 – 0                           | Vriendschappelijk               | 0                               |